# بانوبتيكون

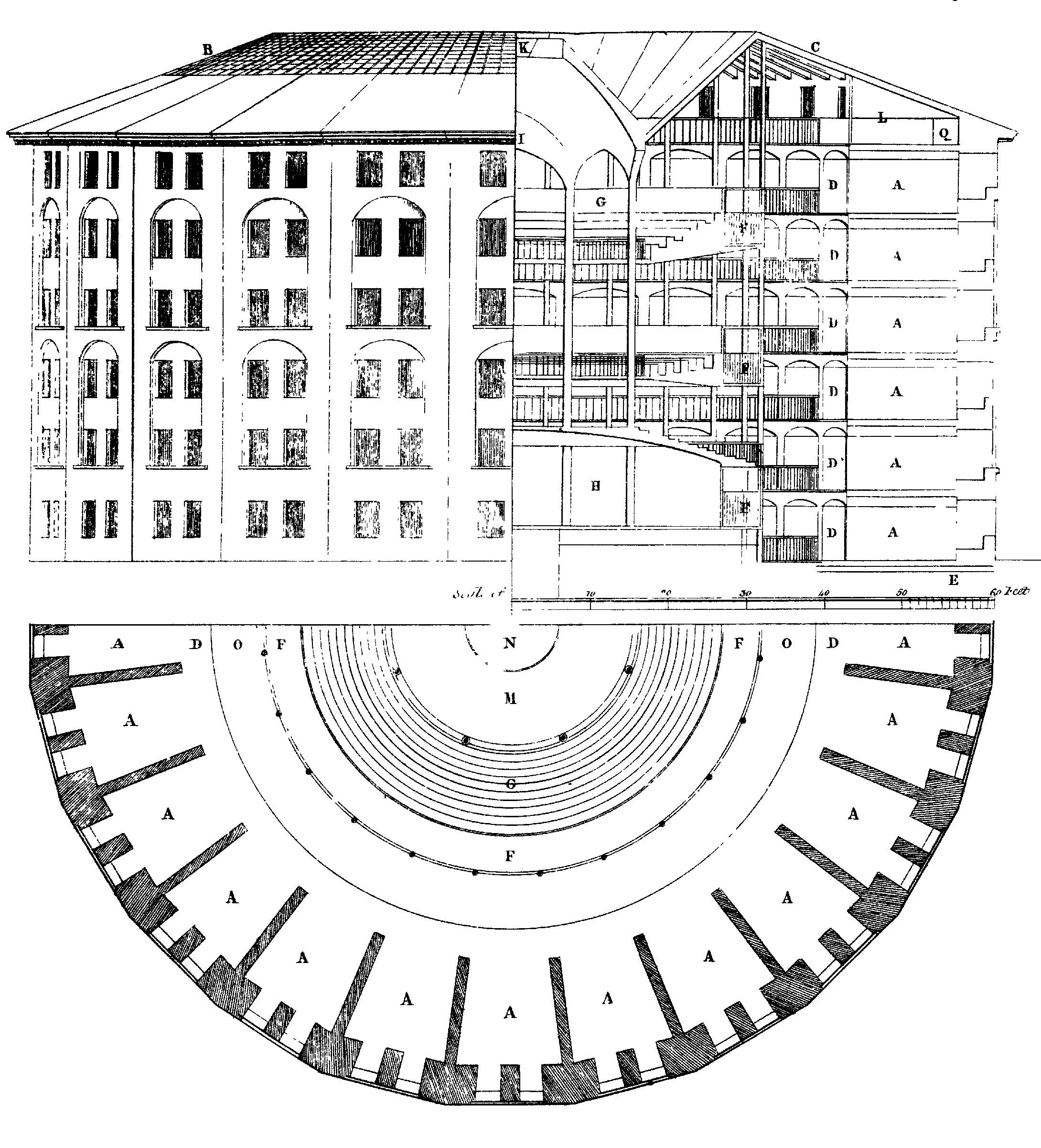
المخطط الأولي لبانوبتيكون على يد جيرمي بينثام في عام 1791.

سجن الصّقر أو السّجن القفصي(بالإنجليزية: Panopticon)‏ ويرجع اشتاقها إلى «مراقبة (opticon) الكل (Pan)» هو نوع من السجون قام بتصميمه الفيلسوف الإنكليزي والمنظر الاجتماعي جيريمي بنثام في عام 1785. مفهوم التصميم هو السماح بمراقب واحد مراقبة جميع السجناء دون أن يكون المسجونين قادرين على معرفة ما إذا كانوا مراقبين أم لا. وصف بنثام بانوبتيكون على أنه «طريقة جديدة للحصول على قوة العقل على العقل». في وقت لاحق فكرة ال بانوبتيكون - كرمز للقوة غير المرئية، - ألهمت مفكرين وفلاسفة مثل ميشيل فوكو، نعوم تشومسكي، زيغمونت بومان وأعمال الكاتب البريطاني جورج أورويل.

## مراقبة مركزية
وبالإشارة إلى المخطط المرفق البانوبتكون هو بناية اسطوانية، يتوسطها فناء وفيه برج بنوافذ ذات فتحات واسعة تطل على غرف موجودة في البناية. عرض كل غرفة منها يساوي عرض البناية، ولها نافذتان واحدة داخلية تطل على البرج الموجود في الفناء، والاخرى خارجية تسمح بدخول ضوء الشمس. وبهذه الطريقة يكفي أن يكون هناك فردا واحدا في البرج لكي يراقب جميع الأشخاص الموجودين في الغرف.
وبهذا المعنى السجن يصبح نموذجا رمزيا لجميع مؤسسات الضبط في القرن التاسع عشر من مصانع ومدارس وثكنات ومستشفيات- التي وظيفتها الأساسية هي إنتاج أفراد خنوعين وطيعين. وبالمثل وبنفس المعنى الرمزي للبانوبتكون، المراقبة الاجتماعية الحديثة، حتى وان لم تظل حبيسة المؤسسات وأسوارها، فهي تراقب المجتمع ككل، لا بل انها تجعل المجتمع هو رقيب لذاته.

## علاقات القوة
ميشيل فوكو اتخذ في مقالته، المراقبة والمعاقبة، ال panopticon كنموذج وشكل للسلطة في ال المجتمع المعاصر. لأن بنية ال panopticon تحاكي شكل السلطة التي لم تعد تهبط على المجتمع من الأعلى، ولكنها تخترقه من الداخل بواسطة سلسلة من علاقات قوى متعددة. التي تراقِب بشكل خفي ولا تراقَب.
ناقش العديد من منظري العلوم الإنسانية فكرة السجن. وقد عبر ميشيل فوكو(1990) عنه بأنه "وجه مركزي صارم لكل أنظمة الانضباط" التي تفرض على الجسد.
في إطار الانضباطات كما وصفها فوكو في سياق التطويع، كان يتم التعامل مع الجسد كآلة، من حيث شكله وحركته وتفصيله. لطالما كان الجسد موضوع توظيف يؤخذ داخل سلطات ضيقة تفرض عليه وتسقط عليه الممنوعات والمفروضات، وتُجرى عليه التغييرات لتلائم غايات استخدامه. هناك العديد من أساليب الانضباط التي مورست على الجسد في الجيوش مثلا والمشاغل وحتى دور العبادة، وبعد حداثة المعايير التي تنبذ التعذيب الجسدي الصريح، باتت المنظومة تستبدل هذا القصاص الجسدي بقصاص على الفكر والإرادة (كيال، 2018)
المراقبة التي تمارسها السلطة تعمل على تحويل المجتمع إلى سجن خارج السجن، وذلك بهدف السيطرة على المجتمع بأكمله من خلال هيكلة وبُنى مؤسسات المجتمع من مدارس ومستشفيات ومصانع.
السُلطات والأنظمة تعتمد ثلاث تقنيات رئيسية للسيطرة على المجتمع. أولا، من خلال شكل الرقابة الهرمي. فكل ما في المجتمع يتبع إلى السلطة بتفاوت هرمي. إذ إن السلطة تراقب المجتمع والمجتمع يراقب ذاته وتنقل البيانات تدريجيا من المستويات الدنيا فالأعلى. ثانيا، الفرض والتطبيع. فتعتمد السلطة الرقابة في فرض القانون السائد وفرض أحكامه. ثالثا، التفحص وهي تقنية تجمع ما بين الرقابة الهرمية والفرض والتطبيع. ففي الفحص توثق نتائج الأفراد وتسجل في وثائق عنهم لتستخدمها السلطة في عملية التحكم. وبذلك فإن المجتمع الحديث متشبع بالرقابة الدائمة التي تمارسها السلطة في كل مكوناته (فوكو، 1990).

على الرغم من أن ميشيل فوكو في كتابه (المراقبة والمعاقبة ولادة السجن) كان يتحدث عن المراقبة من أجل العقاب إلا أنه تنبأ بتحولها إلى المراقبة من أجل التتبع.
وقد استخدم فكرة البانوبتيكون، الشكل المعماري للسجن كما تخيله الفيلسوف الإنجليزي جيرمي بنثام. 
والبانوبتيكون تصور للسجن, وهو عبارة عن وجود برج مراقبة ينبعث منه ضوء قوي وسط سجن دائري مما يسمح للحارس برؤية جميع السجناء، ويمنع الضوء السجناء من معرفة إذا ما كان الحارس يراقبهم أم لا مما يشعرهم بالرقابة الدائمة. وخص فوكو فصلا كاملا في كتابه عن مفهوم البانوبتيكون، واعتبر أن الشكل المعماري لهذا السجن يشكل رمزا حقيقيا للسلطة التأديبية، فالحارس أو المراقب يدعم نفسه من خلال المراقبة الدائمة التي ينشئها حيث يعرف الأفراد أنه دوما ما تتم مراقبتهم ولكنهم لا يعرفون المراقب فالكل مراقب محتمل، وبذلك من هم داخل السجن مثل من هم خارجه ويصبح المجتمع هو المجتمع البانوبتيكوني(فوكو، 1990).
البانوبتيكون الاسرائيلي
هذا التصور يشبه كثيرا الهيكلية المعامرية للسجون الإسرائيلية, موقع كاميرات المراقبة التي تغطي القسم, غرفة السجانين التي تطل أيضا على جميع زوايا القسم والسجان الذي يمر على مدار الساعة لتأكيد الشعور لدى الأسرى بالرقاية
تمارس أجهزة الاستعمار الاسرائيلي كافة آليات الضبط والمراقبة الاستعمارية وتتعمد إشعار الفلسطيني بالرقابة الدائمة. 
في التحقيق يتعمد المحققين إلى فتح ملف للأسير يشمل كل ما يعرفونه عنه حتى أبسط التفاصيل التي يتوصلون إليها بهدف الضغط عليه وإشعاره بالرقابة الدائمة, كما تشكل هذه الاستراتيجية وسيلة ضغط لجعله يعترف بإعتبار انهم يعرفون مسبقا عن كل نشاطاته.
هيكلية المجتمع الرقابي الذي تحدث عنه فوكو تذكرنا بالسجون الإسرائيلية, التي وثق العديد من الاعترافات فيها في العيادات, فكل أنظمة السجن تخضع لمنظومة الشاباك, من العيادات الى غرف العصافير الى وحدة نقل الاسرى وغيرها (الضمير:2017)
يتجسّد الاستيطان الإسرائيلي من خلال المراقبة والتجسس على الفلسطينيين، حيث كانت فرق الجماعات الصهيونية تجمع معلومات حول القرى الفلسطينية قبل تأسيس الدولة الإسرائيلية في الأربعينيات، وهو ما أصبح يُعرف بـ "ملفات القرى". وتمثلت هذه المعلومات في الاستيلاء النهائي واستعمار فلسطين في عام 1948. وفي الوقت الحالي، تستمر مراقبة الفلسطينيين بشكل عنيف ومرعب، حيث يحاصر غزة، وتُرصد حركات الفلسطينيين في الضفة الغربية بواسطة الحواجز الإسرائيلية. تمتلئ المنطقة بكاميرات التعرف على الوجوه والطائرات بدون طيار. ويتم تصدير التقنيات المستخدمة إلى العالم، وقد زادت إسرائيل صادراتها لتشمل تكنولوجيا مراقبة المدن واللاجئين. تستخدم الهند أيضًا الطائرات بدون طيار لمراقبة كشمير.
تُعلن إسرائيل علنًا أن جيشها يختبر هذه التقنيات على الفلسطينيين، وفي عام 2022، كشفت التحقيقات عن انتهاكات واسعة باستخدام برنامج التجسس "بيغاسوس" المُطوّر والمُرخّص من قبل شركة NSO Group الإسرائيلية. يعتمد النظام الإسرائيلي أيضًا على وسائل التواصل الاجتماعي للمراقبة، حيث اعتقلت المئات من الفلسطينيين على أساس منشوراتهم، وذلك باستخدام خوارزميات تقوم برصدها لكلمات مثل "الشهيد" و"الدولة الصهيونية"، ما يؤدي إلى اتهامهم بـ "تحريض على العنف".
ان البانوبتيكون الاسرائيلي يشمل كل مناحي حياة الشعب الفلسطيني المستعمر, من خلال التطور التكنولوجي أو الهندسة المكانية, يوجد على مدخل كل بلدة في الضفة الغربية برج عسكري محاط بالكاميرات ليس فقط لتشديد الرقابة على المواطنين بل لاشعارهم ايضا بالرقابة الدائمة, كتطبيق لتصور جيرمي بينثام ولكن ليس في السجن فقط بل في كل مكان.